# شهدخوار پرینسیپ
شهدخوار پرینسیپ (نام علمی: Anabathmis hartlaubii) نام یک گونه از تیره شهدخواران است.